# Calappa yamasitae
Calappa yamasitae is een krabbensoort uit de familie van de Calappidae. De wetenschappelijke naam van de soort is voor het eerst geldig gepubliceerd in 1980 door Sakai.
De soort komt voor in Japan.